# María Pe Pereira
María Pe Pereira (Burgos, 1981) es una matemática, investigadora y profesora universitaria española que fue la primera mujer en recibir el Premio José Luis Rubio de Francia en 2012 de la Real Sociedad Matemática Española que reconoce su trayectoria investigadora.

## Trayectoria
Pe nació en la localidad de Burgos en 1981. Se licenció en Matemáticas en la Universidad Complutense de Madrid. Se doctoró en 2011 en el mismo centro, defendiendo una tesis doctoral, dirigida por Javier Fernández de Bobadilla, que resolvía de manera unificada el problema planteado en 1968 por el matemático y Premio Nobel de Economía en 1994 John Forbes Nash para singularidades cociente, introduciendo técnicas y enfoques novedosos que pueden emplearse en contextos más generales. El resultado se publicó en 2012 en una de las revistas referencia de las Matemáticas, Annals of Mathematics.
En 2012 se convirtió en investigadora posdoctoral en el Institut de Mathématiques del Campus de Jussieu, en París y en investigadora invitada de la Universidad de Lille. Un año después se incorporó al Instituto de Ciencias Matemáticas también como investigadora posdoctoral.
Es miembro del Instituto de Matemática Interdisciplinar de la Universidad Complutense de Madrid y profesora de la Facultad de Ciencias Matemáticas en la Universidad Complutense de Madrid, además de investigadora en su departamento de Álgebra, Geometría y Topología.
En 2013 fue conferenciante plenaria en el congreso bienal RSME2013 celebrado en Santiago de Compostela.

## Reconocimientos
En 1998 obtuvo la medalla de oro en la Olimpiada Matemática Española y un año después consiguió la de bronce. En 2012 fue distinguida con el Premio José Luis Rubio de Francia de la Real Sociedad Matemática Española que reconoce y promueve la trayectoria investigadora de los jóvenes matemáticos menores de 32 años. El premio estaba patrocinado por la Universidad de Zaragoza y la Universidad Autónoma de Madrid, y fue otorgado por un jurado internacional presidido por Jesús Bastero, siendo la primera mujer en obtener este reconocimiento y la única hasta la edición de 2019, cuando fue reconocida la matemática María Ángeles García Ferrero.